# Omoplatica holopolia
Omoplatica holopolia là một loài bướm đêm trong họ Geometridae.